# West Helena
West Helena ist eine ehemalige Stadt im Phillips County im Bundesstaat Arkansas, Vereinigte Staaten. Im Jahr 2000 hatte West Helena 8689 Einwohner. Sie bildet den westlichen Teil der Stadt Helena-West Helena, die am 1. Januar 2006 durch Fusion mit der Stadt Helena gebildet wurde.

## Geographie
West Helenas geographische Koordinaten sind 34° 33′ N, 90° 39′ W (34,545702, −90,644346).
Nach den Angaben des United States Census Bureaus hat Helena eine Fläche von 11,5 km2, die vollständig auf Land entfallen.

## Demografische Daten
Zum Zeitpunkt des United States Census 2000 bewohnten West Helena 8689 Personen. Die Bevölkerungsdichte betrug 755,6 Personen pro km2. Es gab 3518 Wohneinheiten, durchschnittlich 305,9 pro km2. Die Bevölkerung bestand zu 32,77 % aus Weißen, 65,69 % Schwarzen oder African American, 0,23 % Native American, 0,38 % Asian, 0,02 % Pacific Islander, 0,33 % gaben an, anderen Rassen anzugehören und 0,58 % nannten zwei oder mehr Rassen. 1,01 % der Bevölkerung erklärten, Hispanos oder Latinos jeglicher Rasse zu sein.
Die Bewohner West Helenas verteilten sich auf 3204 Haushalte, von denen in 36,0 % Kinder unter 18 Jahren lebten. 36,8 % der Haushalte stellten Verheiratete, 29,2 % hatten einen weiblichen Haushaltsvorstand ohne Ehemann und 30,6 % bildeten keine Familien. 27,6 % der Haushalte bestanden aus Einzelpersonen und in 11,5 % aller Haushalte lebte jemand im Alter von 65 Jahren oder mehr alleine. Die durchschnittliche Haushaltsgröße betrug 2,71 und die durchschnittliche Familiengröße 3,32 Personen.
Die Stadtbevölkerung verteilte sich auf 34,1 % Minderjährige, 10,1 % 18–24-Jährige, 23,9 % 25–44-Jährige, 19,6 % 45–64-Jährige und 12,3 % im Alter von 65 Jahren oder mehr. Das Durchschnittsalter betrug 30 Jahre. Auf jeweils 100 Frauen entfielen 80,7 Männer. Bei den über 18-Jährigen entfielen auf 100 Frauen 71,5 Männer.
Das mittlere Haushaltseinkommen in West Helena betrug 21.130 US-Dollar und das mittlere Familieneinkommen erreichte die Höhe von 25.014 US-Dollar. Das Durchschnittseinkommen der Männer betrug 22.971 US-Dollar, gegenüber 17.225 US-Dollar bei den Frauen. Das Pro-Kopf-Einkommen in West Helena war 11.234 US-Dollar. 35,4 % der Bevölkerung und 30,9 % der Familien hatten ein Einkommen unterhalb der Armutsgrenze, davon waren 49,5 % der Minderjährigen und 27,2 % der Altersgruppe 65 Jahre und mehr betroffen.

## Söhne und Töchter der Stadt
Richard Wright (1908 - 1960), Schriftsteller (lebte hier kurz im Jahr 1918), dies beschrieb er in seinem autobiographischen Roman "Black Boy"
- William Warfield (1920–2002), Sänger
- George Smith (1924–1983), Bluesharmonikaspieler